# Stams
Stams ist eine österreichische Gemeinde im Bezirk Imst (Gerichtsbezirk Silz) in Tirol mit 1574 Einwohnern (Stand 1. Jänner 2025).

## Geographie
Stams liegt im oberen Inntal zwischen Telfs und Imst, circa 36 km westlich von Innsbruck. Der Ort liegt am Fuße des Pirchkogels.

### Nachbargemeinden
| Mötz | Mieming                                     |           |
| Silz | Kompassrose, die auf Nachbargemeinden zeigt | Rietz     |
|      | St. Sigmund im Sellrain                     | Flaurling |

Die Gemeinde Oberhofen im Inntal wird lediglich an einem Punkt (Rietzer Grießkogel) berührt.

## Geschichte
Erstmals wird „Stammes“ in einer – allerdings von Joseph von Hormayr vor 1838 gefälschten – Schenkungsurkunde Herzog Heinrichs des Löwen an das Stift Wilten von angeblich 1166 genannt.
1273 gründete der Tiroler Graf Meinhard II. das Zisterzienserstift Stams. Als Grablege für die Tiroler Landesfürsten koinzipiert, rückte Stams zu einem geistlichen Zentrum der Region auf.

### Bevölkerungsentwicklung
EinwohnerJahr400600800100012001400160018001860189019201950198020102040EinwohnerEinwohnerentwicklung von Stams

## Pfarre

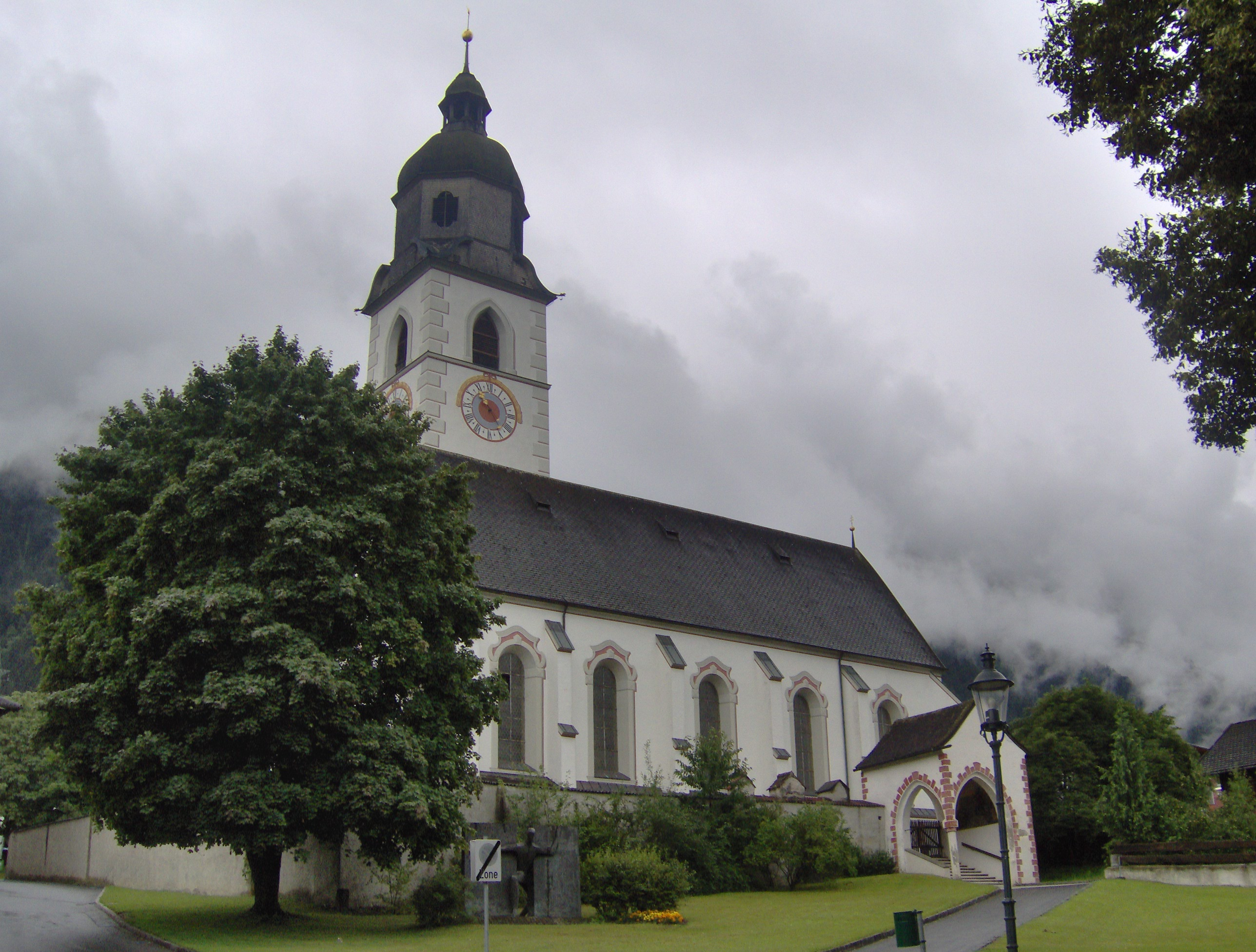
Pfarrkirche Stams

Stams ist eine römisch-katholische Pfarrgemeinde. Pfarrpatron ist der Hl. Johannes der Täufer, der Pfarrer von Stams ist Abt German Erd O. Cist. Der Bau der Pfarrkirche Stams geht auf einen Holzbau, der schon um circa 700 n. Chr. hier stand, und ein Steinkirchlein aus dem 8. Jahrhundert zurück. Erst nach der Gründung des Stifts wurde die heutige Pfarrkirche erbaut.

### Verbindung der Pfarre zum Stift Stams
Stams ist eine eigenständige Pfarrei, die aber dem bekannten Zisterzienserkloster in Stams „inkorporiert“ ist, das heißt, der Pfarrer von Stams ist ein Mönch aus dem Kloster. Die Verbindung zwischen Pfarre und Stift ist sehr eng. Es wird jeden Sonntag ein Pfarrgottesdienst in der Stiftskirche gefeiert, insbesondere die Hochfeste mit einem Pontifikalamt durch den Abt des Stifts German Erd.

### Zerstreuung des Pfarrgebietes
Eine Eigenart der Pfarre ist die Zerstreuung der Einwohner. Die rund 1.100 Katholiken in Stams wohnen verteilt auf den Ortskern mit Pfarrkirche, Kloster, Don Bosco Haus, zahlreichen Schulen und öffentlichen Gebäuden, in der im Talgrund gelegenen Siedlung, in den bis circa 4 km östlich entfernten Weilern Mähmoos, Windfang, Haslach und Thannrain, den Berghöfen in Hauland und im 3 km entlegenen Staudach im Westen. In der Kapelle des jeweiligen Ortsteils wird einmal im Monat eine heilige Messe gefeiert.

## Kultur und Sehenswürdigkeiten

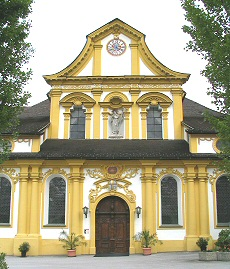
Stiftskirche Stams

- Stift Stams: Zisterzienserkloster 1273 gegründet
  - Stiftskirche: 1284 geweiht, ursprünglich romanische Basilika, 1729–1733 im Stil des Hochbarock umgestaltet, prächtiger Stuck, frühbarocker Hochaltar in Form eines Lebensbaumes mit 84 Skulpturen, um 1610
  - Das Österreichische Grab (gelegentlich auch als die Fürstengruft bezeichnet)
  - Bernhardisaal: 1720 umgebaut
- Pfarrkirche Stams: 1313–1316 erbaut, gilt als erstes Beispiel reifer Gotik in Tirol
- Stamser Steg: 1935 erbaute Hängebrücke über den Inn

## Wirtschaft und Infrastruktur

### Verkehr
Über die Strecke der Arlbergbahn ist Stams mit den Linien  und  zwischen Innsbruck und Landeck-Zams an den öffentlichen Verkehr angeschlossen.

### Bildung

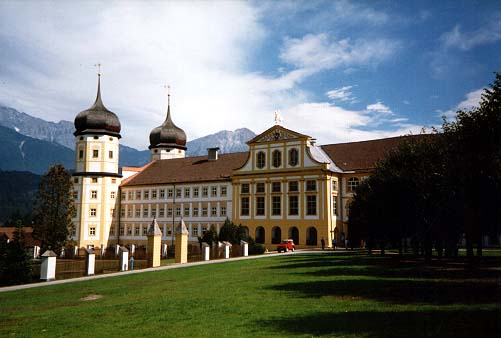
Stift Stams

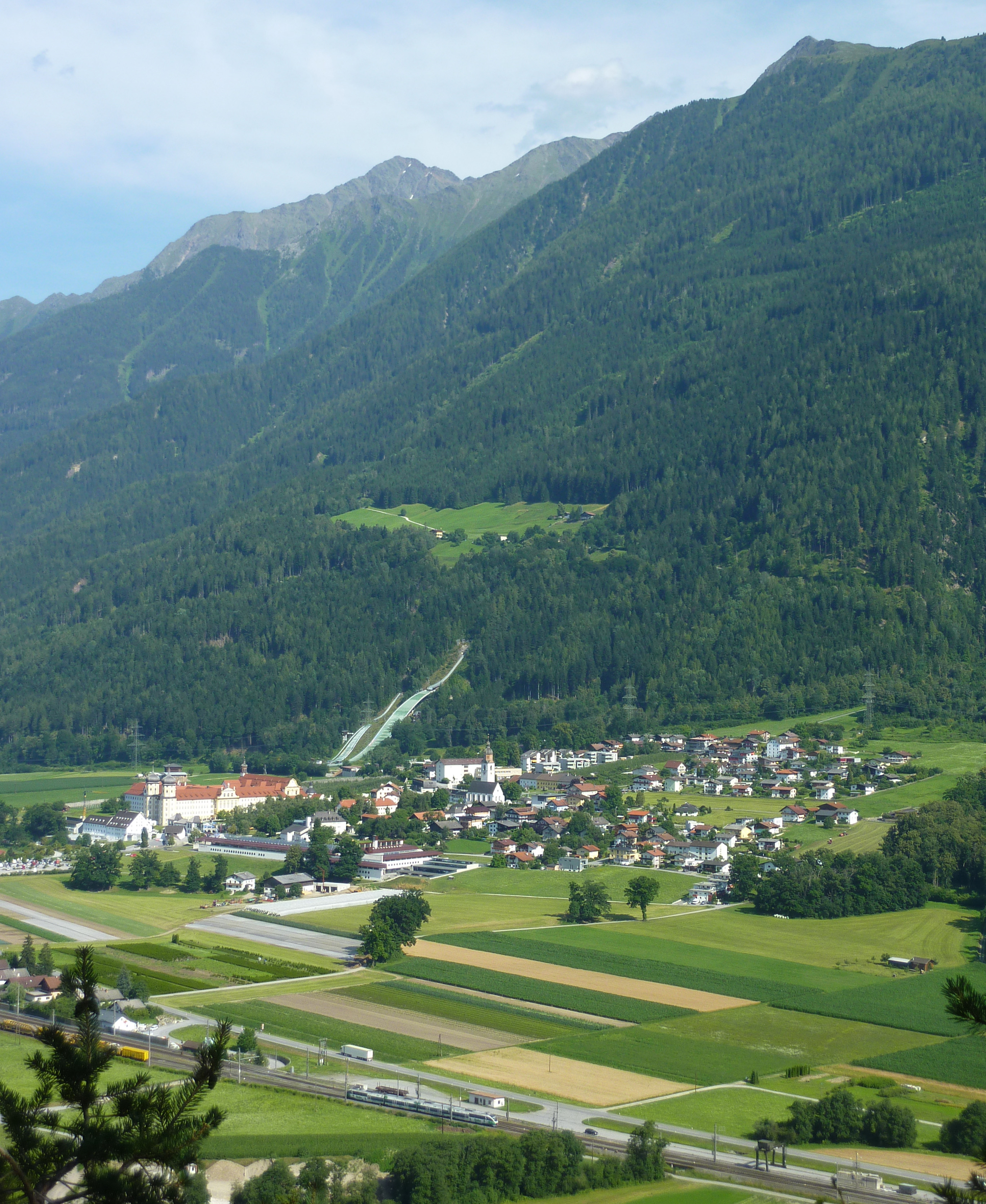
Stams von der Wallfahrtskirche Locherboden oberhalb von Mötz aus gesehen

Bekannt ist Stams auch wegen des Skigymnasiums (Internatsschule für Schisportler) und der Skihandelsschule mit alpiner und nordischer Ausrichtung. Bekannte Skispringer wie Karl Schnabl, Armin Kogler und fast alle zurzeit erfolgreichen österreichischen „Adler“ bekamen ihre Ausbildung hier.
Stams beherbergt in den zehn verschiedenen Schultypen mit den dazugehörigen Internaten rund 1.500 Lernende und Studierende, denen im Ort nur 1.300 Einwohner gegenüberstehen.
Bedeutung als Schulzentrum hat die Gemeinde heute durch:
- Pädagogische Hochschule Edith Stein
- Studienzentrum der Diözese Innsbruck
- Meinhardinum Stams, Gymnasium und Aufbaurealgymnasium mit Internat
- Internatsschule für Schisportler Stams, Oberstufenrealgymnasium und Handelsschule mit der Brunnentalschanze
- Institut für Sozialpädagogik

sowie weiters:
- Volksschule
- Neue Mittelschule
- Handelsschule
- Montessorischule
- Musikschule Mittleres Oberinntal – Expositur Stams

## Politik

### Gemeinderat
Der Gemeinderat von Stams besteht aus 13 Mitgliedern.
| Partei                                                | 2022    | 2022    | 2016    | 2016    |
| Partei                                                | Prozent | Mandate | Prozent | Mandate |
| ----------------------------------------------------- | ------- | ------- | ------- | ------- |
| Bürgermeisterliste - Team Markus Rinner (BMR)         | 48,16   | 6       |         |         |
| Miteinander für Stams - Liste Martin Staudacher (MIT) | 30,70   | 4       |         |         |
| Liste für Stams - Hermann Schweigl (LIF Stams)        | 21,13   | 3       |         |         |
| Bürgermeisterliste - Team Franz Gallop                |         |         | 54,02   | 7       |
| Gemeinsame Stamser Liste - Team Bernhard Paßler (GSL) |         |         | 18,39   | 2       |
| Liste für Stams - Hermann Schweigl                    |         |         | 14,32   | 2       |
| Pro Stams - Liste Peter Thaler (Pro Stams)            |         |         | 13,27   | 2       |

### Bürgermeister
- bis 2021 Franz Gallop[3]
- seit 2021 Markus Rinner[2][4]

### Städtepartnerschaften
- Kaisheim ( Bayern, seit 1978)[5]

### Wappen
Blasonierung: Ein von Schwarz und Silber gespaltener Schild. Im schwarzen Feld ein von Rot und Silber in zwei Reihen geschachter Schräglinksbalken, im silbernen Feld ein grünes Eichenlaub mit Frucht.
Das 1972 von der Landesregierung verliehene Gemeindewappen verweist mit dem Balken des hl. Bernhard auf das Zisterzienserstift Stams und mit dem Eichenlaub an den seit 1929 unter Schutz stehenden Stamser Eichenwald.

## Persönlichkeiten

### Ehrenbürger
- P. Michael Falkner OCist, Pfarrer in Stams[8]
- Alois Kluibenschädl, Bürgermeister a. D.[8]
- Prälat HR Mag. German Erd OCist, Abt des Stiftes Stams[8]
- Herwig van Staa, Landeshauptmann a. D. von Tirol[8]
- Franz Gallop, Bürgermeister a. D.
- Franz Prantl, Bürgermeister a. D.
- Thomas Riss (1871–1959), Maler

### Söhne und Töchter der Gemeinde
- Andreas Gebhart (1881–1934), Politiker (TVP)
- Alois Kluibenschedl (1772–1864), auch Kluibenschädl oder Kleubenschedl, Tiroler Freiheitskämpfer
- Hans Knapp (1935–2004), Mathematiker, Rektor der Universität Linz
- Josef Maria Köll (1928–2008), Abt des Stifts Stams
- Johann Reindl (1714–1792), Bildhauer des Spätbarock und Rokoko
- Lois Weinberger (1947–2020), bildender Künstler